# Indywidualne Mistrzostwa Wielkiej Brytanii na Żużlu 2018
Indywidualne mistrzostwa Wielkiej Brytanii na żużlu – cykl turniejów żużlowych mających wyłonić najlepszych żużlowców brytyjskich w sezonie 2017. W finale zwyciężył po raz pierwszy Robert Lambert.

## Finał
- Manchester, 11 czerwca 2018

| Msc. | Zawodnik          | Klub          | Pkt    |             |  |
| ---- | ----------------- | ------------- | ------ | ----------- |  |
| 1    | Robert Lambert    | King's Lynn   | 15+3   | (3,3,3,3,3) |  |
| 2    | Daniel Bewley     | Belle Vue     | 13+3+2 | (2,2,0,3,3) |  |
| 3    | Craig Cook        | Belle Vue     | 11+1   | (1,3,1,3,3) |  |
| 4    | Jason Garrity     | Scunthorpe    | 10+2+0 | (3,0,3,2,2) |  |
| 5    | Scott Nicholls    | Rye House     | 10+1   | (2,3,1,2,2) |  |
| 6    | Kyle Howarth      | Wolverhampton | 10+0   | (2,1,2,2,3) |  |
| 7    | Rory Schlein      | Wolverhampton | 9      | (0,2,3,3,1) |  |
| 8    | Daniel King       | Leicester     | 8      | (3,0,3,1,1) |  |
| 9    | Chris Harris      | Rye House     | 7      | (0,3,2,0,2) |  |
| 10   | Josh Auty         | Scunthorpe    | 7      | (1,1,2,1,2) |  |
| 11   | Richard Lawson    | Somerset      | 6      | (1,2,1,1,1  |  |
| 12   | Lewis Kerr        | King's Lynn   | 5      | (0,1,2,2,0) |  |
| 13   | Adam Ellis        | Swindon       | 3      | (3,0,0,0,0) |  |
| 14   | Steve Worrall     | Belle Vue     | 3      | (2,1,0,–,–) |  |
| 15   | Richie Worrall    | Poole         | 3      | (d,2,w,0,1) |  |
| 16   | Ashley Morris     | Wolverhampton | 3      | (1,0,1,1,0) |  |
|      | rez. Jack Smith   | Swindon       | 0      | (w,0)       |  |
|      | rez. Kyle Bickley | Workington    | 0      | (0)         |  |

## Bieg po biegu
1. (61,38) King, Bewley, Lawson, Schlein
2. (60,62) Lambert, Howarth, Auty, Kerr
3. (61,22) Ellis, Nicholls, Morris, Harris
4. (60,63) Garrity, S. Worrall, Cook, R. Worrall (d/st)
5. (61,44) Cook, Lawson, Auty, Morris
6. (61,50) Harris, R. Worrall, Kerr, King
7. (60,96) Lambert, Schlein, S. Worrall, Ellis
8. (61,37) Nicholls, Bewley, Howarth, Garrity
9. (62,19) Garrity, Kerr, Lawson, Ellis
10. (61,56) King, Auty, Nicholls, S. Worrall
11. (62,10) Schlein, Howarth, Morris, Smith (w/su - R. Worrall w/2min)
12. (61,66) Lambert, Harris, Cook, Bewley
13. (62,22) Lambert, Nicholls, Lawson, R. Worrall
14. (62,53) Cook, Howarth, King, Ellis
15. (61,82) Schlein, Garrity, Auty, Harris
16. (62,32) Bewley, Kerr, Morris, Bickley
17. (63,35) Howarth, Harris, Lawson, Smith
18. (62,69) Lambert, Garrity, King, Morris
19. (62,94) Cook, Nicholls, Schlein, Kerr
20. (62,34) Bewley, Auty, R. Worrall, Ellis
21. Baraż o dwa miejsca w finale: (62,91) Bewley, Garrity, Nicholls, Howarth
22. Finał: (--,--) Lambert, Bewley, Cook, Garrity